# Jordan King
Jordan King, född den 26 februari 1994 i Warwick, är en brittisk racerförare. Han startade sin formelbilkarriär år 2010 med att tävla i Formula Palmer Audi och vinterserien av Formula Renault 2.0 UK. Två år senare, 2012, tävlade han i Formula Renault 2.0 Northern European Cup, där han blev tvåa. Under 2013 tävlade han i European Formula Three Championship där han tog en sjätteplats, och lyckades även vinna det brittiska F3-mästerskapet. Under 2014 fortsatte han i European F3 med Carlin, där han blev sjua. Under 2015 tävlar han i GP2 Series med Racing Engineering, och var även Formel 1-stallet Manors test- och reservförare.

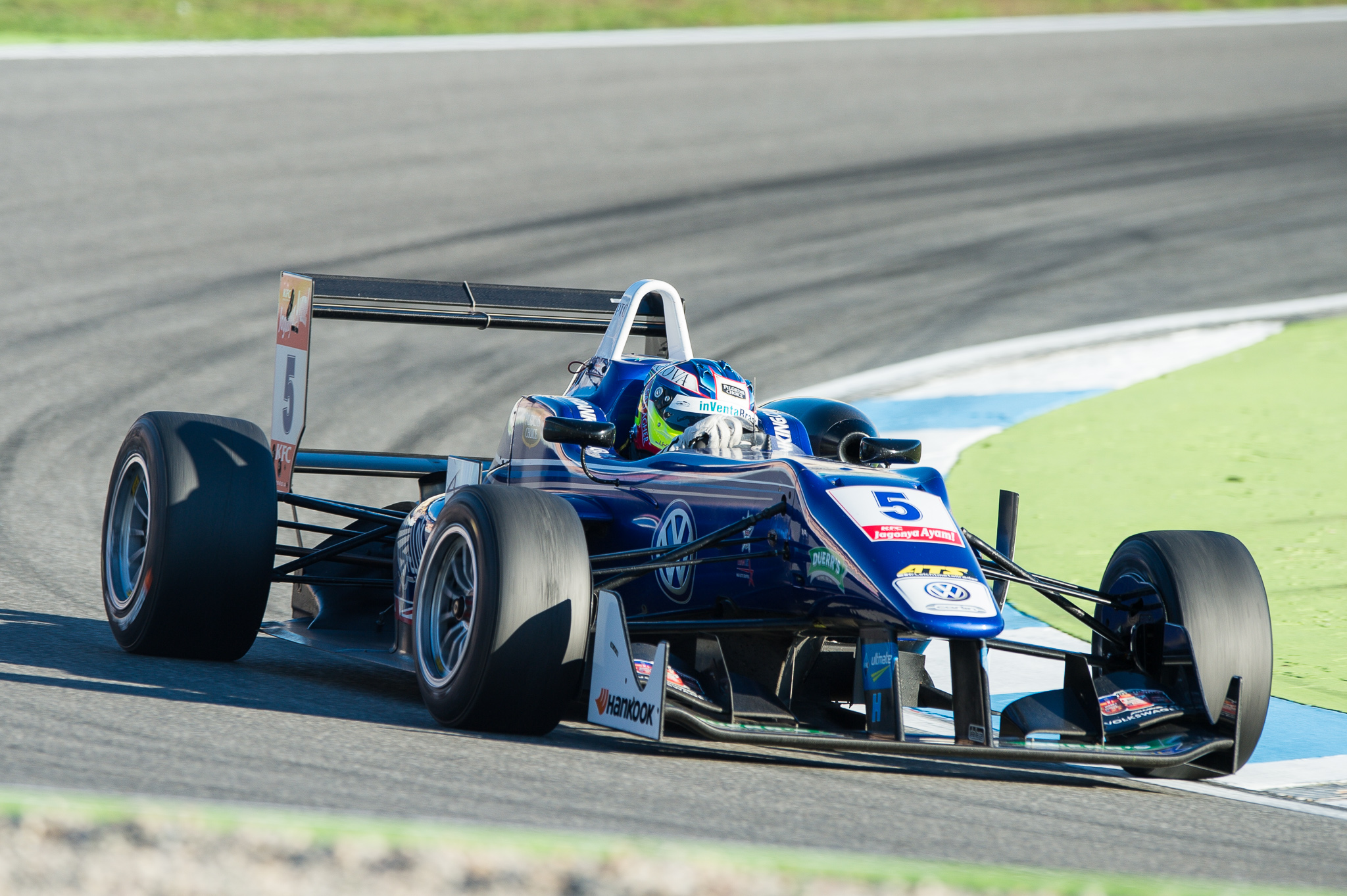
Jordan King i European Formula Three Championship på Hockenheimring.